# Brown (cráter)

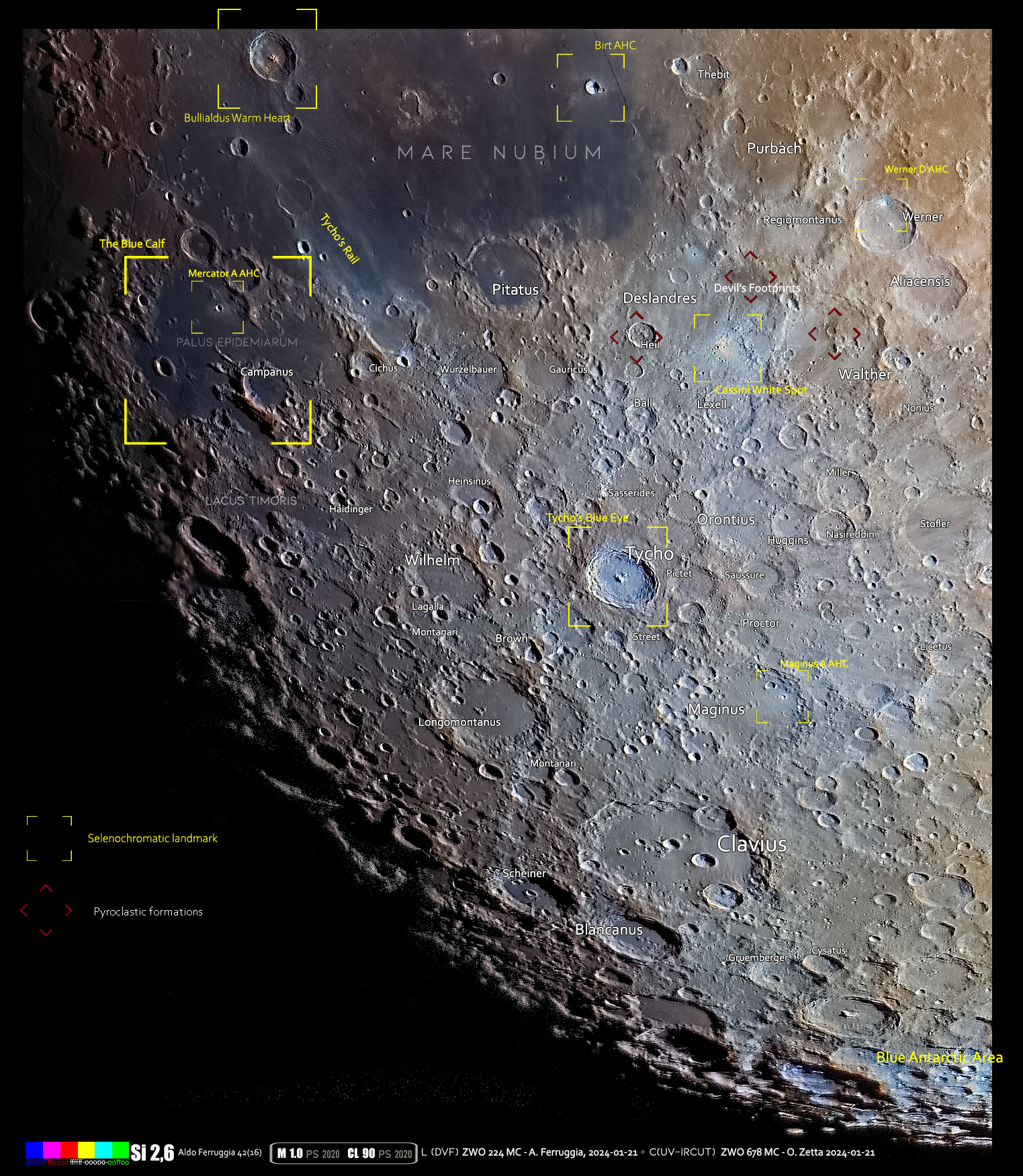
Área del cráter en formato selenocromático

Brown es un cráter de impacto que se encuentra en la parte sureste de la Luna, al suroeste del prominente cráter Tycho, dentro de su sistema de marcas radiales. Al noroeste de Brown se halla el cráter Wilhelm, y al oeste aparece el cráter Montanari.
El borde de Brown está deformado con respecto al perfil circular típico, sobre todo debido a la intrusión del cráter satélite Brown E en el sureste de la formación. El borde norte tiene forma poligonal, con el lado norte aplanado. También hay un pequeño hueco en el borde occidental que sobresale hacia el oeste.

## Cráteres satélite
Por convención estos elementos son identificados en los mapas lunares poniendo la letra en el lado del punto medio del cráter que está más cerca de Brown.
|       | \| Brown \| Coordenadas \| Diámetro \| \| ----- \| ------------------------------ \| -------- \| \| A \| 48°06′S 17°24′O / -48.1, -17.4 \| 16 km \| \| B \| 44°42′S 16°06′O / -44.7, -16.1 \| 12 km \| \| C \| 47°36′S 17°00′O / -47.6, -17.0 \| 13 km \| \| D \| 46°00′S 16°06′O / -46.0, -16.1 \| 20 km \| \| E \| 46°48′S 17°36′O / -46.8, -17.6 \| 22 km \| \| F \| 46°54′S 18°18′O / -46.9, -18.3 \| 6 km \| \| G \| 45°30′S 16°48′O / -45.5, -16.8 \| 5 km \| \| K \| 46°36′S 15°36′O / -46.6, -15.6 \| 16 km \| |          |
| Brown | Coordenadas | Diámetro |
| A     | 48°06′S 17°24′O / -48.1, -17.4 | 16 km    |
| B     | 44°42′S 16°06′O / -44.7, -16.1 | 12 km    |
| C     | 47°36′S 17°00′O / -47.6, -17.0 | 13 km    |
| D     | 46°00′S 16°06′O / -46.0, -16.1 | 20 km    |
| E     | 46°48′S 17°36′O / -46.8, -17.6 | 22 km    |
| F     | 46°54′S 18°18′O / -46.9, -18.3 | 6 km     |
| G     | 45°30′S 16°48′O / -45.5, -16.8 | 5 km     |
| K     | 46°36′S 15°36′O / -46.6, -15.6 | 16 km    |

## Referencias

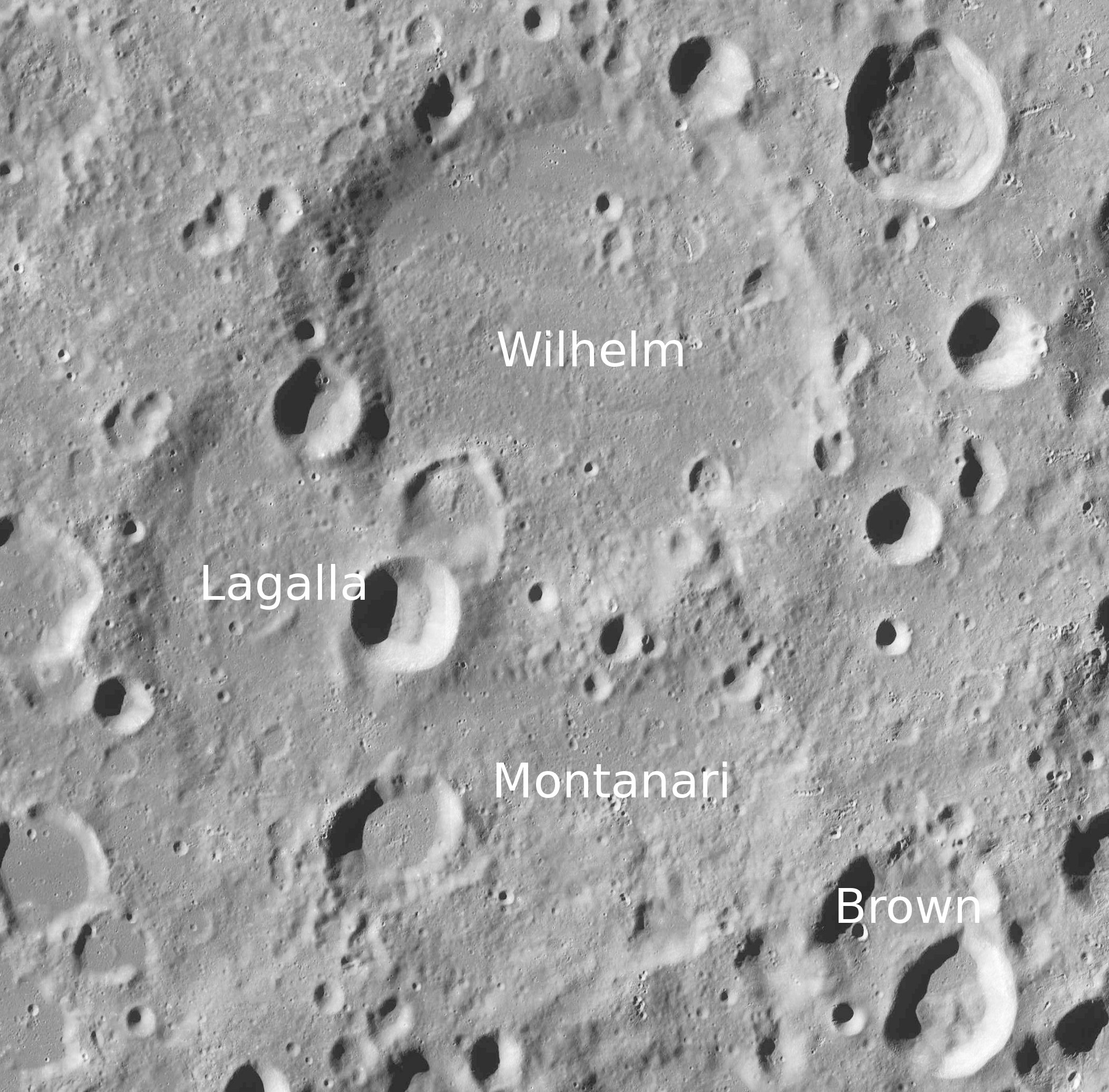
Fotografía de la misión Lunar Reconnaissance Orbiter